# أحمد بن عروس
أحمد بن عروس هو أبو العباس أحمد بن عبد الله بن أبي بكر الهواري، المعروف بـسيدي بن عروس وبـأبي الصرائر وبـأحمد أبي الصرائر، ولي صالح وعالم دين تونسي، إليه تنسب الطريقة العروسية الصوفية. ولد عام 778 هـ بمدينة تونس وتوفي بها في 21 أكتوبر 1463 (عام 868 هـ).

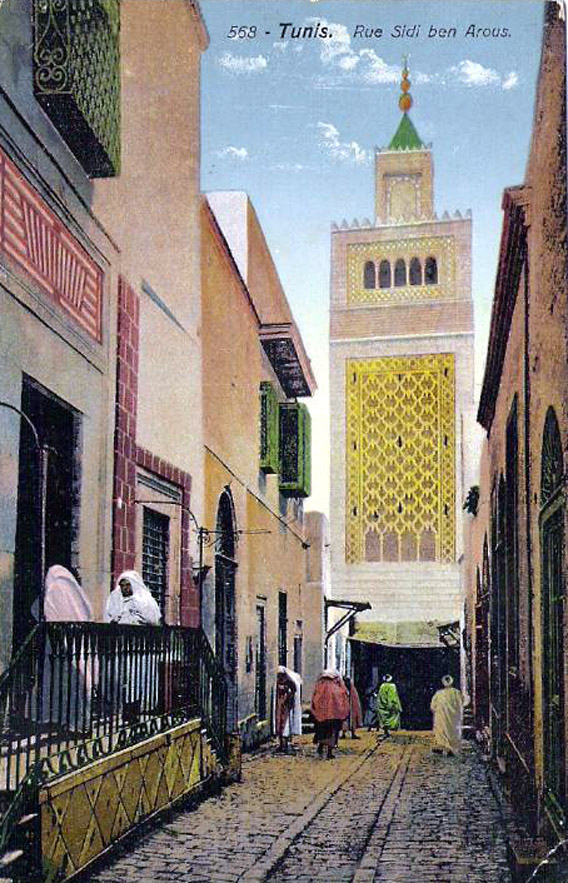
زاوية سيدي أحمد بن عروس (على يسار الصورة حيث الرجلان في أعلى الدرج) حوالي عام 1900

## حياته
أمه سيدة من مدينة مصراتة اسمها سالمة، مات زوجها عن ثلاثة أبناء، أكبرهم أبو بكر، ثم عبد المغيث، وأصغرهم أحمد (وهو سيدي بن عروس). تزوجت أمه بعد ذلك رجلاً آخراً، وحملته معها دون إخوته لصغر سنه. ومن هنا التصق به لقب ابن عروس (أي ابن العروسة). كان يتردد على زاوية سيدي محرز بمدينة تونس، م انتقل إلى باجة، ومنها إلى المغرب، حيث استقر بفاس ثم بمراكش، وتعلم بها الصوفية والتعاليم المرابطية. ثم عاد إلى مدينة تونس، حيث استقر بورشة قديمة للتعبد والتنسك، كما اشتغل نجاراً ومؤدباً للأطفال وعامل بناء، وكان يحمل دائماً صِراراً ضخمةً، حتى عرف بـأبي الصرائر. وإن كان البعض ينطقها خطأً السرائر نسبة إلى السريرة. وكان الفضل في حفظ تاريخ حياته إلى درجة لا بأس بها يرجع إلى تلميذه الشيخ عمر الراشدي الجزائري، الذي خصه بكتاب كامل ذكر فيه سيرته ومناقبه، أسماه ابتسام الغروس ووشي الطروس في مناقب ابن عروس.